# 74 Galateja
74 Galateja (mednarodno ime 74 Galatea, starogrško starogrško Γαλάτεια:: Galáteja) je asteroid tipa C v glavnem asteroidnem pasu. 

## Odkritje
Asteroid je odkril Ernst Wilhelm Leberecht Tempel (1821 – 1989) 29. avgusta 1862.. Asteroid je poimenovan po eni izmed Galatej iz grške mitologije. 

## Lastnosti
Asteroid Galateja obkroži Sonce v 4,63 letih. Njegova tirnica ima izsrednost 0,240, nagnjena pa je za 4,075° proti ekliptiki. Njegov premer je 118,7 km, okrog svoje osi pa se zavrti v 8,629 urah .

## Okultacije
V letu 1987 so opazovali okultacijo Galateje z zvezdo.
Asteroida ne smemo zamenjevati z Neptunovim naravnim satelitom Galatejo.